# Slovenska potica
Slovenska potica je eno od izvirnih in najbolj znanih slovenskih pretežno prazničnih peciv (pogača), z različnimi nadevi.  
Glede na možne nadeve se pri poimenovanju pogosto uporablja tudi zveza, ki označuje vrsto nadeva. Najbolj razširjena in znana je orehova potica, uradno »slovenska potica - orehova ali orehov nadev«, medena potica, uradno »slovenska potica - medena ali medeni nadev«, pehtranova potica, uradno »slovenska potica - pehtranov nadev ali pehtranka« idr.

## Definicija
Slovenska potica je z različnimi sladkimi ali slanimi nadevi namazan zvitek iz razvaljanega kvašenega testa, z luknjo v sredini, pečen v okroglem lončenem, porcelanastem ali kovinskem pekaču potičniku, ki ima obodno steno gladko ali narebreno, z navpično stoječimi rebri, ravnim dnom, v sredini pa prirezani stožec.

## Etimologija
Ime potica za posebno sladico je izrazito slovensko in ima svoj etimološki razvoj iz zgodnejših slovenskih oblik kot so povitica, povtica, potvica. To je povezano tudi z razvojem načinov izdelave potic od srednjega veka (pred 15. stoletjem) do začetkov 20. stoletja, ko se je razvoj ustalil, enotno poimenovanje potica pa se je uveljavilo od 18. stoletja. Izraz slovenska potica se je začel uporabljati od 2. polovice 19. stoletja.
Najstarejša pisna omemba potice, in sicer še v razvojnem poimenovanju »povitica«, je v delih Primoža Trubarja iz let 1575 in 1577. 
Najstarejši recept za potico je objavil Janez Vajkard Valvasor, v šesti in sedmi knjigi svojega dela Slava vojvodine Kranjske iz leta 1689. Poleg podrobnega opisa načina izdelave potice je zapisal tudi razlikovanje potice od kolača, presneca in pogače. 
Poznejši avtorji do konca 19. stoletja ( Anton Tomaž Linhart, Valentin Vodnik, Balthasar Hacquet, Janez Trdina, Jožef Pajek) že dosledno uporabljajo naziv potica. Do 19. stoletja sta že  znana dva načina peke potice, in sicer kot polžasto zavit zvitek namazanega testa ali kot kolač z luknjo v sredini. Slednja oblika prevlada na prehodu iz 19. v 20. stoletje, polžasti način pa se ohrani večinoma v zahodnjem delu Slovenije.
V prvi kuharski knjigi v slovenskem jeziku iz 1799, delo Valentina Vodnika, je navedena tudi potica, in sicer kot način oblikovanja razvaljanega kvašenega peciva z različnimi nadevi.

## Razvoj
Prve slovenske potice so bile sadne, z nadevom iz zdrobljenega suhega sadja (krhlji jabolk, hrušk, češpelj) in medu. Suho sadje za potice so na peči ali v peči posušili in v možnarjih ali v mlinskih stopah zdrobili v moko. Sladkali so z medom. Poleg sadja so kot nadev uporabljali še orehe, lešnike, bučna semena, pehtran, rozine pa so na kmete prišle zelo pozno. Nadev potice je lahko tudi slan in tako so nastale ocvirkovka, špehovka, drobnjakova in druge slane potice.

## Slovenska potica danes in njena zaščita
Slovensko potico že dolgo časa poznajo skoraj povsod po svetu, kamor so jo zanesli slovenski izseljenci. Nekateri jo označujejo tudi kot »ambasadorko Slovenije«.
Slovenska potica je tudi po zaslugi papeža Frančiška in Melanije Trump postala mednarodno prepoznavna, zato se je pristopilo k postopku zaščite zajamčene tradicionalne posebnosti v okviru EU, skupno vlogo so vložile Kmetijsko gozdarska zbornica Slovenije, Zbornica kmetijskih in živilskih podjetij pri GZS in Obrtno-podjetniška zbornica Slovenije. Na spletni strani Ministrstva za kmetijstvo in v Uradnem listu RS je objavljen Pravilnik o Slovenski potici, s specifikacijo za predhodno nacionalno zaščito.

### Drugi vidiki zaščite
Etnolog Janez Bogataj poudarja, da ima Slovenija številne zgodovinske argumente za zaščito, pomembno je tudi dejstvo, da je v Sloveniji okoli pet prireditev, posvečenih potici, pa tudi ocenjevanja kvalitete. Slovenski rokodelci in obrtniki ter proizvajalci bodo morali ponuditi dovolj pekačev potičnikov z gladkim obodom ali z navpičnimi rebri, vse kar je na potičniku poševno, je germanska kulturna dediščina, opozarja Bogataj.